# Großsteingräber bei Genzkow
Die Großsteingräber bei Genzkow waren zwei megalithische Grabanlagen der jungsteinzeitlichen Trichterbecherkultur bei Genzkow, einem Ortsteil von Friedland im Landkreis Mecklenburgische Seenplatte (Mecklenburg-Vorpommern), von denen heute nur noch eines existiert. Das erhaltene Grab trägt die Sprockhoff-Nummer 451. Das zweite Grab wurde vor 1840 zur Gewinnung von Steinen für den Straßenbau zerstört.

## Lage
Das erhaltene Grab befindet sich etwa 1,5 km nordöstlich von Genzkow in einem kleinen Waldstück. Westlich hiervon, nahe an der heutigen Bundesstraße 197 lag Grab 2. Aus Genzkow sind außerdem zwei zerstörte jungsteinzeitliche Steinkisten  und mindestens 25 Grabhügel bekannt.

## Beschreibung

### Das erhaltene Grab 1
Die Anlage besitzt eine annähernd ost-westlich orientierte Grabkammer mit einer Länge von etwa 2 m und einer Breite von etwa 1 m. Die beiden Wandsteine der Langseiten sind geborsten, liegen aber noch in situ. Sie sind 2,5 m bzw. 2,3 m lang. Die Wandsteine der Schmalseiten fehlen. Ein Deckstein mit einer Länge von 2,2 m und einer Breite von 1,7 m ist nach Osten verschoben. Auf seiner Oberseite befinden sich mehrere Schälchen. Weitere Steine, deren ursprüngliche Position sich nicht mehr genau bestimmen lässt, liegen umher. Das Grab dürfte als Urdolmen anzusprechen sein.

### Das zerstörte Grab 2
Grab 2 war der erhaltenen Anlage recht ähnlich und besaß ebenfalls einen mächtigen Deckstein. Vermutlich handelte es sich ebenfalls um einen Urdolmen. Über Maße und Ausrichtung liegen keine Angaben vor.